# Terenzio di Imola
Terenzio di Imola (Imola, ... – Faenza, ...; fl. VI secolo) è stato un diacono ed eremita italiano, venerato come santo dalla Chiesa cattolica.

## Agiografia
Visse in un'epoca imprecisata dell'Alto Medioevo (nel VI secolo oppure nel X o XI secolo).   
Di certo nacque a Forum Cornelii (l'odierna Imola). Trascorse l'infanzia presso la cattedrale, dove fu educato e fu ordinato diacono.
Successivamente si trasferì a Faenza, dove prestò la sua opera nella cura degli infermi all'ospedale Santa Croce. Infine decise di dedicarsi alla vita eremitica ritirandosi nel bosco di San Pietro in Laguna, 5 km a nord di Faenza, dove visse fino alla morte.
Durante la sua vita avrebbe compiuto numerose guarigioni miracolose, a cominciare da quella di un cieco di Imola.

## Culto
Le spoglie mortali di San Terenzio furono inizialmente conservate nella chiesa della Celletta, situata vicino al luogo in cui era spirato. 
Successivamente furono traslate nella Cattedrale di Faenza, dove sono conservate tuttora in un'arca quattrocentesca . La chiesa accanto alla cattedrale è a lui intitolata.
Fin dall'XI secolo Terenzio fu venerato come santo. La sua memoria ricorre il 30 luglio.